# Такараї Кікаку
Такараї Кікаку (*宝井其角, 11 серпня 1661— 1 квітня 1707) — японський поет жанру хайку, що жив та працював у період Едо.

## Життєпис
Народився в родині лікаря у м. Едо (сучасне м.Токіо). При народженні отримав ім'я Емомото. Потім звався Такешита Таданорі. З 1677 року почав серйозно вивчати китайську філософію та літературу. Водночас або трохи раніше став учнем відомого поета Мацуо Басьо. 1681 року після смерті батька зміг вести зовсім самостійне життя. В цей період змінив прізвище та ім'я на Такараї Кікаку.
Кікаку завжди залишався учнем Басьо, але його поетична діяльність виходила за рамки однієї школи, він брав участь у збірках багатьох шкіл, мешкав поперемінно в Едо, Кіото, Осаці, спілкувався з різними поетами. Наприкінці життя стає одним з шанованіших та авторитетних поетів, маючи численних учнів. Помер у 1707 році в Едо.

## Творчість
Перші тривірши Кікаку були опубліковані в 1679 році, з цього часу він активно брав участь у багатьох збірках поетів хайкай. Складена ним в 1683 році антологія «Мінасігурі» («Порожні каштани») стала подією у історії хайкай. В ній найбільш яскраво проявилася своєрідність поетичного стилю Кікаку, з характерною для нього ускладненістю вірша, технічною віртуозністю, еротичністю, іноді навіть фривольністю образів.
На противагу Басьо, який прагнув до осягнення істини, Кікаку вважав хайкай розвагою, грою. Проте вірші Такараї викликали захоплення багатьох його сучасників. Сам Басьо високо оцінював творчу індивідуальність свого учня і в післямові до антології «Мінасігурі» порівнював його з Лі Бо, Ду Фу, Сайгьо, вихваляючи за вміння Кікаку в будь-якій банальності бачити красу, гідну поезії.
Кікаку сприяв поширенню поезії хайкай серед широких верств едоського міського населення. Дуже популярними були його збірки «Ханацумі» («Збираючи квіти») і «Хаги-но цую» («Роса на листках хаги»). 1691 року він разом з іншими учнями Басьо брав участь у складанні збірки «Саруміно» («Солом'яний плащ мавпи») і написав до нього передмову.
Кікаку склав історичний нарис, де надається опис останніх днів Басьо.